# Jacu-estalo
Neomorphus é um género de aves da família Cuculidae, onde se classificam as espécies de jacu-estalo. O grupo é exclusivo da América do Sul e 4 das 5 espécies conhecidas ocorrem no Brasil. Habitam zonas de floresta densa.
Os jacus-estalo são aves terrestres, solitárias e esquivas, difíceis de observar entre a vegetação. São relativamente grandes, com cerca de 50 cm de comprimento. O bico é curvo e robusto, a cauda é muito longa e as patas terminam em quatro dedos zigodáctilos, isto é, posicionados dois para a frente e dois para trás. Uma característica distintiva do grupo é uma crista azulada na cabeça. A plumagem é muito variável e colorida, mas em todas as espécies o dorso é verde-azeitona, com reflexos metálicos. A zona da garganta e/ou peito apresenta também um aspecto escamoso.

## Espécies
- Jacu-estalo-comum, Neomorphus geoffroyi
- Jacu-estalo-escamoso, Neomorphus squamiger, endêmico do Brasil
- Neomorphus radiolosus
- Jacu-estalo-de-asa-vermelha, Neomorphus rufipennis
- Jacu-estalo-de-bico-vermelho, Neomorphus pucheranii